# 車公荘西駅
車公荘西駅（しゃこうそうにしえき）は中華人民共和国北京市西城区にある北京地下鉄6号線の駅。

## 歴史
- 2012年12月30日 - 6号線が開業。

## 駅構造

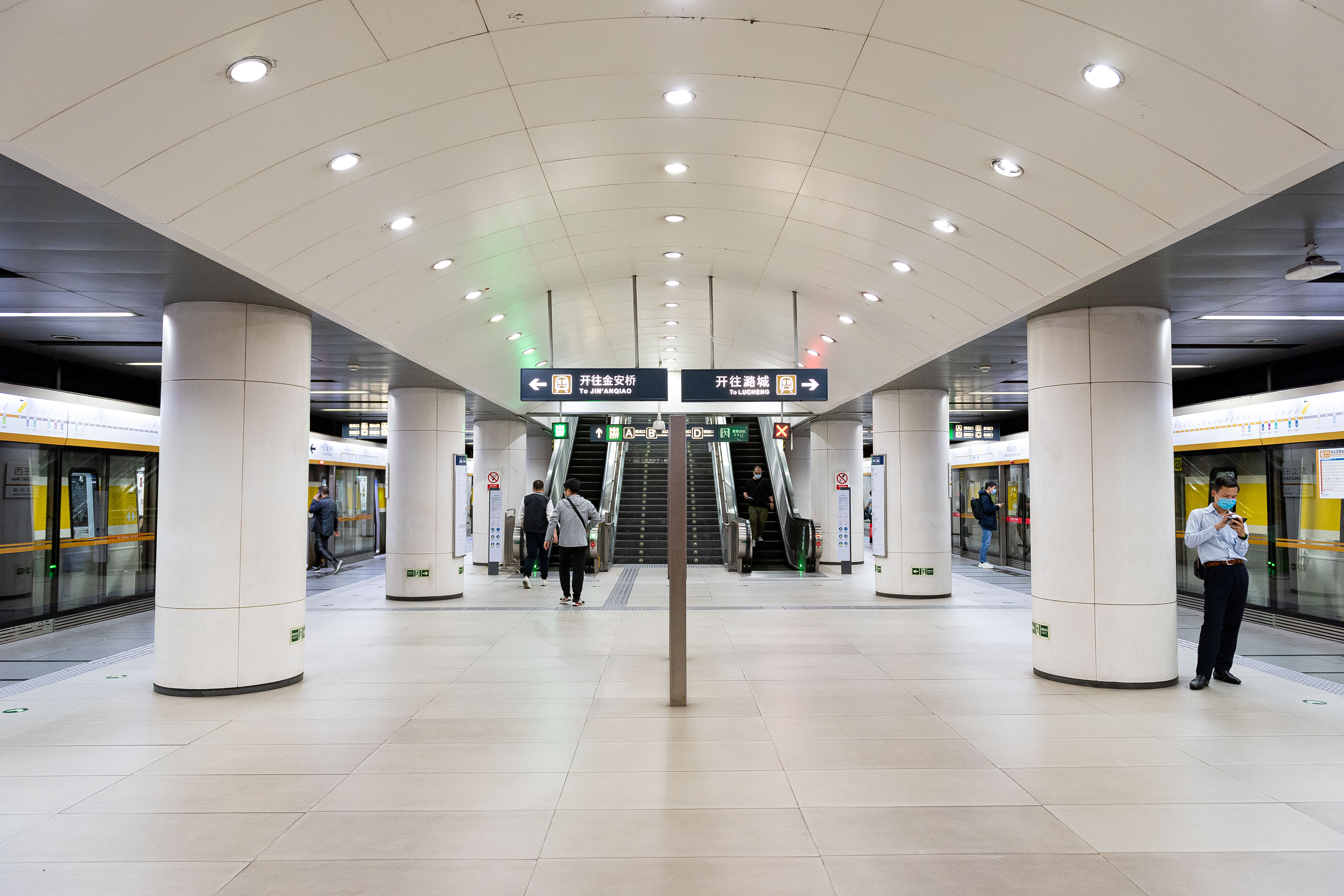
ホーム

島式ホーム1面2線の地下駅。出口は4箇所あるが、西南口（D口）はまだ使用できない。

## 隣の駅
北京地下鉄
■6号線
二里溝駅  - 車公荘西駅 - 車公荘駅